# Pero juruana
Pero juruana är en fjärilsart som beskrevs av Butler 1881. Pero juruana ingår i släktet Pero och familjen mätare. Inga underarter finns listade i Catalogue of Life.